# Roger Montañola i Busquets
Roger Montañola i Busquets   (Barcelona, 29 de març de 1986) és un polític català, diputat al Parlament de Catalunya en la IX i X legislatures. Ha sigut membre d'Unió Democràtica de Catalunya (UDC) i Unió de Joves i posteriorment de Lliures. El 2023 es va presentar com a cap de la llista independent d'Espai Ciu, la marca del Partit Democrata Europeu Català a les eleccions generals espanyoles, però no va aconseguir cap escó.

## Biografia
Va créixer a Premià de Dalt, fill d'un metge i una mestre, en un entorn catalanista de classe mitjana. Va estudiar en una escola concertada laica.
És llicenciat en Ciències Polítiques per la Universitat Pompeu Fabra, amb un postgrau a la UAB. De jove, va començar a treballar a la discoteca Set59, propietat de Josep Sánchez-Libre, qui el va introduir al món de la política.
Va ser regidor a l'Ajuntament de Premià de Mar entre 2007 i 2011. Des de l'any 2009, ostentà el càrrec de Secretari General d'Unió de Joves. També va formar part de la comissió permanent d'UDC i de la Comissió Executiva Nacional de Convergència i Unió.
Durant la IX i X legislatura de la Catalunya autonòmica va ser escollit diputat al Parlament de Catalunya en representació d'Unió de Joves i d'Unió Democràtica, amb 24 anys, sent el diputat més jove de la cambra. El 2015 va esdevenir portaveu d'Unió al Parlament de Catalunya.
El 2016 va abandonar temporalment la política, i el novembre del mateix any va crear la consultora Observatori 2050, juntament amb Xavier Cima, marit d'Inés Arrimadas, que operà sota la marca comercial Diplolicy. Entre els seus clients destacats hi va comptar amb Uber. Més endavant va vendre l'empresa a la consultora LLYC (Llorente i Cuenca), on hi va treballar entre 2020 i 2022.
Durant aquest temps fou un dels impulsors de l'associació Twenty50, des d'on van promoure debats i trobades socials i empresarials fins al 2022. També va col·laborar amb diversos mitjans de comunicació, com TVE, Radio Nacional de España, 8TV, Rac1 i TV3.
El 2022 va crear una nova empresa, aquest cop amb la seva germana (Busquets&Montañola).
El 2023 el Pdcat el va fitxar com a cap de llista a les eleccions generals espanyoles per Barcelona, des d'on va defensar activament el retorn cap a una política del peix al cove, però no va representació en aconseguir només el 0,90% dels vots a Catalunya
En l'àmbit privat, es declara un apassionat de la geografia i juga al golf des de petit.

## Publicacions
- Diez Retos tecnológicos, sociales y políticos: una visión regulatoria, amb Ignasi Belda (2021)[18]